# Liste des châteaux liechtensteinois

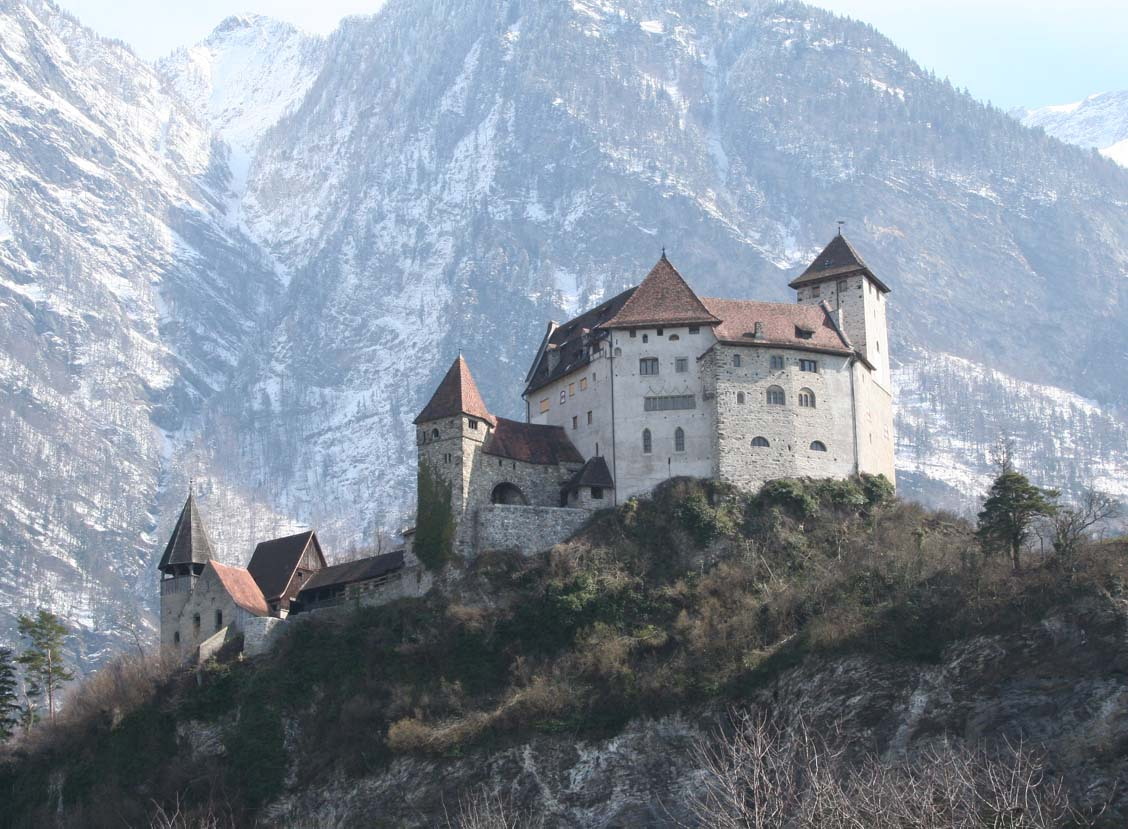
Château de Gutenberg

Cette liste des châteaux liechtensteinois est non exhaustive, et elle regroupe des châteaux situés au Liechtenstein.
- Château de Vaduz (Hohenliechtenstein), Vaduz : siège de la Maison princière du Liechtenstein
- Château de Gutenberg, Balzers

Historiquement, la Maison de Liechtenstein a constitué son comté en achetant directement à Empereur du Saint-Empire romain germanique deux minuscules comtés dits « immédiates » : les comtés de Schellenberg en 1699 et de Vaduz en 1712.
Il existe également plusieurs vestiges d'ancienne places fortes
- Ruines de Schalun (de), Vaduz
- Ruines d'Alt-Schellenberg (de) (Château inférieur), Schellenberg
- Ruines de Neu-Schellenberg (de) (Château supérieur), Schellenberg
- Château de Trisun, Triesen : on peut encore apercevoir les vestiges du château du XIIe siècle ; le site est à présent surmonté par la chapelle Saint-Mamerten
- Église fortifiée de Bendern, Gamprin : placé au sommet d'une colline stratégique, l'édifice réemploie les bases d'une ancienne muraille.